# Ждите писем
«Ждите писем» — советский фильм 1960 года «Свердловской киностудии» режиссёра Юлия Карасика.

## Сюжет
Юный москвич Костя, только что окончивший школу, по комсомольскому призыву отправляется на строительство нового города за Уралом и попадает в бригаду строителей трассы высоковольтной линии электропередач. Окружающие его строители оказываются отнюдь не героями комсомольцами-добровольцами, а самыми обыкновенными людьми — разные причины побудили их круто изменить свою жизнь и отправиться в глухую тайгу, за каждым из них — своё прошлое, иногда драматичное, иногда армейское, иногда тёмное. И не все они как Костя — за романтикой — приехали сюда. Вдали от городской суеты, в суровых условиях труда и неустроенного быта постепенно выстраиваются отношения между этими совершенно разными людьми, проявляется характер, кристаллизуются понятия «дружба» и «любовь», меняются судьбы.

## В ролях
- Всеволод Абдулов — Костя, выпускник «десятилетней» школы
- Анатолий Кузнецов — Лёнька Незванный, водитель «МАЗ-200», бывший шофёр такси
- Александра Завьялова — Римма
- Александр Лебедев — Филипп Корнеевич Чижик, демобилизованный сержант
- Николай Довженко — Володя Аксаров, токарь 7-го разряда, бывший уголовник только что отбывший срок
- Маргарита Львова — Ася, техник-смотритель
- Галина Ильина — Дуся
- Г. Нечаев — Топоров
- Григорий Гай — Эдуард Михайлович Саркисян, начальник строительства трассы
- Константин Синицын — Виктор Иванович Бобров, начальник строительства
- Евгений Зубарь — Ким Громов, жених Риммы
- Вадим Грачёв — Владимир Котов, тракторист 2-й бригады
- Леонид Оболенский — отец Кости
- Елена Псарёва — мать Владимира
- Нина Лаженцева — мать Кости
- Владимир Кадочников — фотокорреспондент

В титрах нет, но в фильмографии Владимира Высоцкого этот фильм указан в ряде источников (например, в сборнике «Актёры советского кино», выпуск 11, Москва, 1975: «крошечная ролька в фильме Ю. Карасика»; или у И. Рубановой «Владимир Высоцкий», 1981: «На экране он ехал в поезде, пел с другими бодренькие песни»). При этом обращают внимание, что в фильме в главной роли снимался друг и однокурсник Высоцкого по Школе-студии Всеволод Абдулов. Роль Высоцкого указывается в источниках как «эпизод», «строитель» или «парень с гитарой», и в начале фильма в сцене с поездом действительно есть играющий на гитаре пассажир, похожий на Высоцкого. При этом среди высоцковедов нет единого мнения о том, Высоцкий ли это.

## О фильме
Дебютный полнометражный художественный фильм режиссёра Юлия Карасика, числившегося за Свердловской киностудией как режиссёр научно-популярного кино, хотя уже десять лет как окончил ВГИК (мастерская Сергея Герасимова).
Это также дебютная сценарная работа Анатолия Гребнева, по словам которого, сценарий был резко раскритикован на коллегии Минкульта, но фильм стал возможным — благодаря его случайному в прошлом знакомству с принимавшим на коллегии решение заместителем министра А. Г. Филипповым, который, будучи опытным аппаратчиком-функционером, смог «дать дорогу» съёмке фильма.
В основе сценария — реальные наблюдения сценариста, который, будучи корреспондентом:

...поездил в своё время по алтайской целине в пору её освоения, побывал на «великих стройках» под Куйбышевым и Сталинградом, потом занесло меня в Иркутск, где также строилась новая ГЭС, и наконец в Братск. Всюду можно было наблюдать энтузиазм молодёжи — пишу это без кавычек, — двинувшейся на освоение новых мест, навстречу новой судьбе, как пелось в песнях. О том и был мой сценарий «Ждите писем».— сценарист фильма Анатолий Гребнев
Премьера фильма состоялась 18 сентября 1960 года в московском кинотеатре «Центральный».
Известно, что фильм вызывал оживлённые дискуссии среди настоящих комсомольцев-строителей Братска.
Сценарий в том же году в виде повести был напечатан в журнале «Уральский следопыт», а через год издан отдельной книгой в «Библиотечке кинодраматурга» издательства «Искусство».
Вторым режиссёром фильма был работавший тогда на Свердловской киностудии Владимир Мотыль, будущий режиссёр фильма «Белое солнце пустыни», который, будучи знакомым по фильму «Ждите писем» с актёром Анатолием Кузнецовым, и предложил его на роль товарища Сухова.

## Комментарии
1. ↑  на углу площади Пушкина и ул. Горького — ныне Тверской, в 1960-е снесён и в 1970-х на месте построено новое здание «Известий»